# Cercosimma
Cercosimma là một chi bướm đêm thuộc họ Noctuidae. Chi này bao gồm các phân loài C. electrodes.